# 盘花新疆乳菀
盘花新疆乳菀（学名：Galatella songorica var. discoidea）为菊科乳菀属下的一个变种。

## 扩展阅读
- 維基物種上的相關：盘花新疆乳菀